# I. Beatrix burgundi grófnő
Burgundiai Beatrix (1143 – 1184. november 15.), I. Beatrix néven Burgundia grófnője, német-római császárné.

## Családja, közelebbi rokonsága
A szülei: III. (Ivrea) Renaud burgundiai gróf és Lotaringia-i (Metz) Agáta hercegnő. Anyai nagyszülei: I. Simon, Lotaringia hercege és Leuven-i Adél.

## Házassága, gyermekei
1156. június 9-én, 12-13 évesen, Würzburgban nőül ment I. Frigyes német-római császárhoz, akinek ő már a második felesége volt (Első feleség: Vohburgi Adél, a frigyet azonban érvénytelenítették, gyermekük nem született, sőt, talán el sem hálták a nászt), s házasságuk által Frigyes politikai szerephez és hatalomhoz juthatott hitvese kiterjedt hazájában, Burgundiában. 
1162 körül a császárné írt egy pár soros versikét, mellyel esküvőjük napját kívánta hűen jellemezni, címe Carmen de gestis Frederici I imperatoris in Lombardia, vagyis Költemény a lombardiai I. Frigyes császárhoz:
„Vénusz nem volt szűzies szépség,
Minervának pedig nem volt briliáns elméje,
s Júnónak sem volt egészsége.
Ők soha nem is léteztek, csak Mária, Istennek anyja,
s Beatrix olyan boldog, hogy még rajta is túltesz.”
A párnak 12 gyermeke született, 8 fiú és 4 lány:
- Zsófia hercegnő (1161-1187), VI. (Montferrat) Vilmos őrgróf felesége, frigyükből gyermek nem született;
- Beatrix hercegnő (1162-1174), II. Vilmos szicíliai király jegyese, ám a lány még az esküvő előtt meghalt;
- Frigyes herceg, V. Frigyes néven később Svábia hercege (1164. július 16. - 1170. november 28.);
- Henrik herceg, VI. Henrik néven később német-római császár (1165 novembere - 1197. szeptember 28.), Szicíliai Konstancia férje, házasságukból egy fiú született, a későbbi II. Frigyes német-római császár;
- Konrád herceg, 1170-ben, bátyja, Frigyes halála után felvette annak nevét, később pedig VI. Frigyes néven ő lett Svábia hercege (1167 februárja - 1191. január 20.), Árpád-házi Konstancia magyar királylány (III. Béla leánya) jegyese, ám a frigy végül nem jött létre;
- Gizella hercegnő (1168 október/november - 1184);
- Ottó herceg, később I. Ottóként, anyja jogán Burgundia grófja lett (1170 június/július - 1200. január 13.), Blois-i Margit grófnő férje, házasságukból két leánygyermek származott, Johanna és Beatrix;
- Konrád herceg, később II. Konrád néven Svábia hercege, amit néhai bátyja, Konrád halála (1191) után örökölt meg (1172 február/március - 1196. augusztus 15.), Kasztíliai Berengária királyi hercegnő jegyese, ám a frigy nem köttetett meg, a vőlegény halála miatt;
- Renaud herceg, (született: 1173 október/november, csecsemőként halt meg);
- Vilmos herceg (született: 1176 június/július, csecsemőként halt meg);
- Fülöp herceg, 1198-tól Németország királya, és bátyja, Konrád 1196-os halála után Svábia hercege (1177 augusztusa - 1208. június 21.), Irén Angelina bizánci császári hercegnő férje, akitől négy lánya született, Beatrix, Kinga, Mária és Erzsébet;
- Ágnes hercegnő (1181 - 1184. október 8.), Árpád-házi Imre jegyese volt, ám a lány meghalt még az esküvő előtt.

## Beatrix rangja, halála
Beatrixot hivatalosan 1167. augusztus elsején, Rómában III. Paszkál (ellenpápa) koronázta császárnévá, 1178 augusztusában, Bécsben pedig Burgundia királynéjává koronázták őt. 
A császári feleség 1184. november 15-én, 40-41 éves korában hunyt el Jouhe városában, tizenkettedik gyermeke halála után egy hónappal és egy héttel, ám előtte még sajnos meg kellett élnie hat gyermekének elvesztését, akik közül kettő már rögtön a születése után meghalt. Két leánya (Gizella és Ágnes) is ugyanabban az évben halt meg, mint ő. A speyeri katedrálisban helyezték végső nyugalomra. Özvegye 1190-ben halt meg, 67 éves korában. Többé nem nősült újra.